# Łukcze
Łukcze – jezioro pochodzenia krasowego położone na Równinie Łęczyńsko-Włodawskiej, w województwie lubelskim, w powiecie łęczyńskim, w gminie Ludwin, 11 km na północny wschód od Łęcznej, na obrzeżach wsi Rogóźno, na wysokości 163 m n.p.m.
Ma powierzchnię 57 ha, długość 1,4 km, szerokość 500 m, głębokość 9 m. Łukcze składa się z części południowej i północnej oddzielonych przewężeniem, na brzegu na ogół pas roślinności wodnej o szerokości kilkunastu metrów, występuje też brzeg piaszczysty. Jezioro jest odpływowe, użytkowane dla celów rekreacji. Nad wschodnimi brzegami zlokalizowane są zakładowe ośrodki wypoczynkowe, przy brzegu południowym również był zlokalizowany taki ośrodek (obecnie zamknięty). W otoczeniu jest wiele działek prywatnych, a na nich domki letniskowe. 
Najbliższe wsie to Krzywe i Rogóźno.

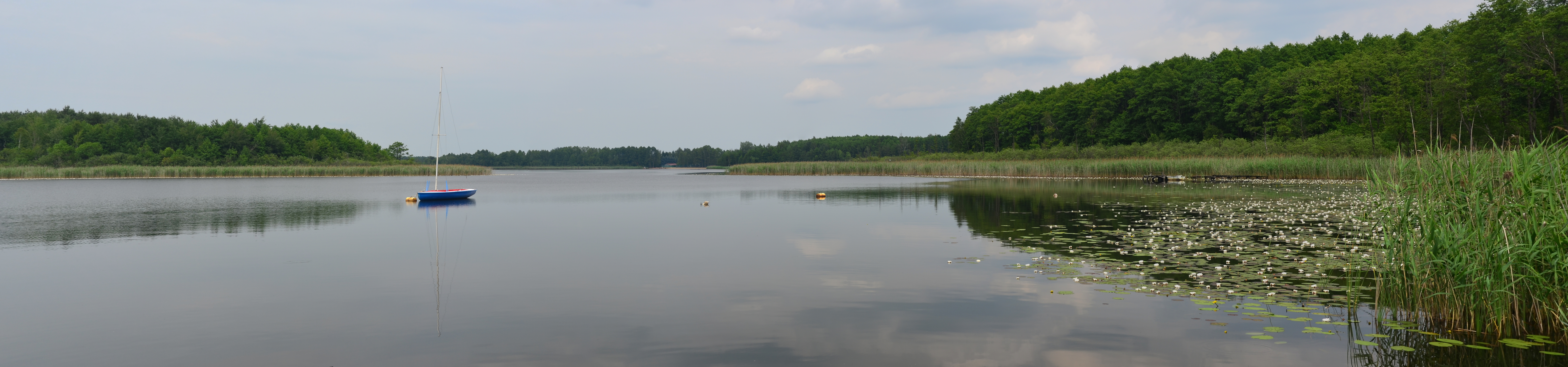
panorama jeziora